# Bodo Kuczmann
Bodo Kuczmann ist ein ehemaliger deutscher Basketballspieler.

## Werdegang
Kuczmann spielte Basketball in der Schule und schloss sich 1969 wie sein Bruder Achim Kuczmann dem Nachwuchs des TuS 04 Leverkusen an. 1973 wurden die Kuczmann-Brüder mit Leverkusen gemeinsam deutscher A-Jugendmeister. Bodo Kuczmann errang diesen Titel mit den Rheinländern ebenfalls 1974.
In Leverkusens Bundesliga-Mannschaft stand Kuczmann zwischen 1972 und 1978, nahm in dieser Zeit an 97 Erstliga-Begegnungen teil, in denen für ihn im Mittel 1,4 Punkte verbucht wurden. 1976 gewann er mit Leverkusen die deutsche Meisterschaft, in den Jahren 1974 und 1976 den DBB-Pokal.
Auf internationaler Ebene spielte Kuczmann mit Leverkusen im Europapokal, im Sommer 1974 nahm er mit der bundesdeutschen Juniorennationalmannschaft an der in Frankreich ausgetragenen Europameisterschaft dieser Altersklasse teil.
Kuczmann ergriff den Beruf des Physiotherapeuten und wurde als solcher für die Fußball-Bundesliga-Mannschaft von Bayer Leverkusen tätig.